# Emmaline Henry

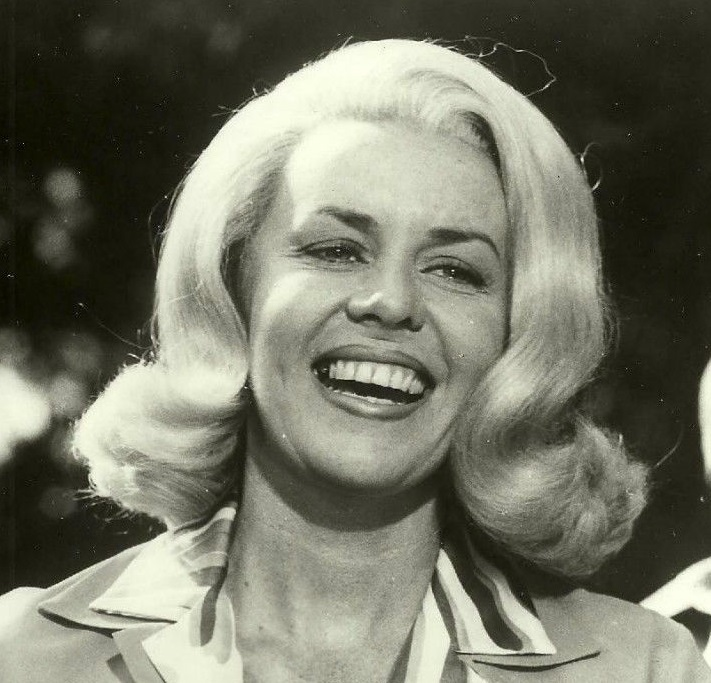
Emmaline Henry nel 1964

Emmaline Henry (Filadelfia, 1º novembre 1928 – Palm Springs, 8 ottobre 1979) è stata un'attrice statunitense.

## Biografia
Nata nel 1928, Emmaline Henry iniziò la propria carriera nel 1954, ottenendo uno dei suoi primi ruoli celebri all'interno di The Red Skelton Show; tra il 1965 e il 1970 fu uno dei membri ricorrenti del cast di Strega per amore, nel ruolo di Amanda Bellows, per cui è oggi maggiormente ricordata. Partecipò anche a vari film, tra cui Un pizzico di fortuna (1954), Marnie (1964), Divorzio all'americana (1967) e Rosemary's Baby - Nastro rosso a New York (1968). Morì nel 1979 a cinquant'anni, in seguito a un tumore cerebrale.

## Filmografia parziale

### Cinema
- Un pizzico di fortuna (Lucky Me), regia di Jack Donohue (1954)
- Marnie, regia di Alfred Hitchcock (1964)
- Divorzio all'americana (Divorce American Style), regia di Bud Yorkin (1967)
- Rosemary's Baby - Nastro rosso a New York (Rosemary's Baby), regia di Roman Polanski (1968)

### Televisione
- Lock Up – serie TV, episodio 2x24 (1961)
- La doppia vita di Henry Phyfe (The Double Life of Henry Phyfe) – serie TV, episodio 1x16 (1966)
- Strega per amore (I Dream of Jeannie) – serie TV, 35 episodi (1966-1970)
- Tre cuori in affitto (Three's Company) – serie TV, episodi 3x09-3x16 (1978-1979)